# Denis Barbault de La Motte
Denis Barbault de La Motte est un homme politique français né le 14 juillet 1769 à Poitiers (Vienne) et décédé le 29 août 1850 au même lieu.
Juge à Poitiers en 1809, il est conseiller à la cour d'appel en 1811 puis président de chambre en 1818. Il est député de la Vienne en 1815, pendant les Cent-Jours.

## Sources
- « Denis Barbault de La Motte », dans Adolphe Robert et Gaston Cougny, Dictionnaire des parlementaires français, Edgar Bourloton, 1889-1891 [détail de l’édition]